# Бингем, Стюарт
Стю́арт Би́нгем (англ. Stuart Bingham; род. 21 мая 1976 года) — английский профессиональный игрок в снукер. Чемпион мира 2015 года, тогда же получил звание «Игрок года» по версии World Snooker Awards и снукерных журналистов.
Член Зала славы снукера с 2016 года.

## Достижения
Чемпион мира 2015 и победитель ещё двух рейтинговых турниров. Двукратный победитель Benson & Hedges Championship (квалификация на Мастерс) и обладатель более 450 сенчури-брейков, из которых 7 — максимальные. В текущем официальном рейтинге входит в Топ-16.

## Карьера
Хотя профессиональная карьера Стюарта Бингема началась после того, как в 1996 году он выиграл чемпионат мира среди любителей, долгое время англичанин не показывал заметных результатов. Первые успехи к нему пришли в 1999 году на Welsh Open, где он выбил из борьбы Джона Хиггинса и впоследствии дошёл до четвертьфинала. А в конце того сезона он снова заставил обратить на себя внимание, победив семикратного чемпиона мира, Стивена Хендри, на мировом первенстве со счётом 10:7. Но по итогам сезона он занял всего 97-е место в рейтинге. В 2002 году Бингем снова попал в основную сетку чемпионата мира, по пути выиграв у экс-финалиста турнира — Найджела Бонда.
Весьма неплохие показатели имелись у англичанина и в сезоне 2004/05, когда он достиг стадии 1/8 финала двух рейтинговых турниров (причём на турнире в Китае проиграл лишь в решающем фрейме будущему победителю, Дин Цзюньхуэю).

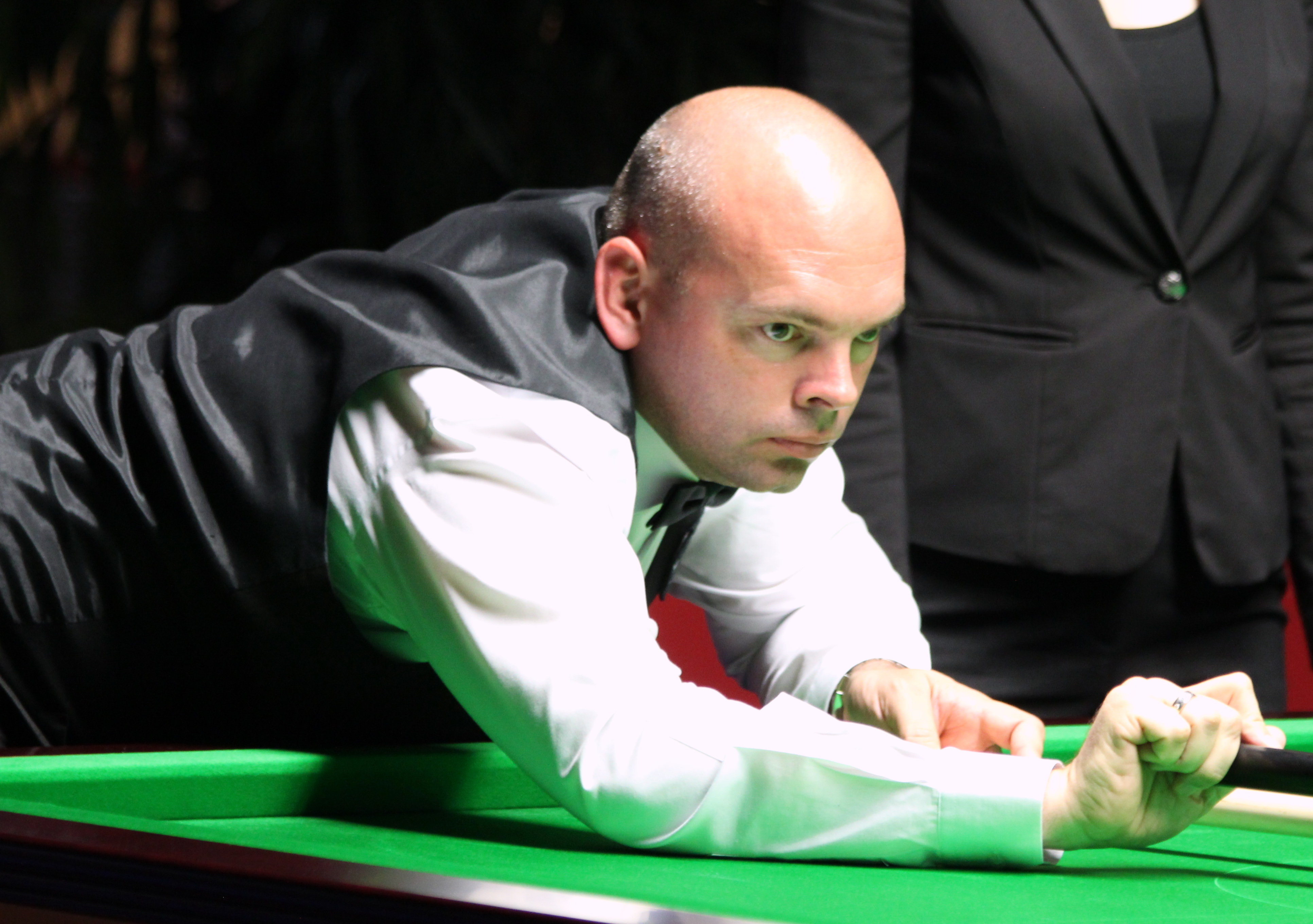
Стюарт Бингем, 2016 год

Свои лучшие на то время достижения Стюарт Бингем показал в следующем сезоне (2005/06), когда стал четвертьфиналистом Гран-при и чемпионата Великобритании. Также Бингем сделал максимальный брейк и выиграл квалификационный турнир на Мастерс. Бингем вполне мог по итогам сезона попасть в элитный список «Топ-16», но он проиграл в матче с Райаном Дэем за выход на чемпионат мира 2006 года и лишился этой возможности. Тем не менее, место в Топ-32 по итогам того сезона он себе гарантировал.
В 2007 году Бингем вновь победил на чемпионате Benson & Hedges, а в сезоне 2007/08 вышел в четвертьфиналы сразу нескольких соревнований. Особенно хорошо у англичанина выдался старт сезона: 1/4 финала Шанхай Мастерс и 4-е место в подгруппе на Гран-при обеспечили ему неплохой предварительный рейтинг. В декабре 2007 года Бингем достиг 1/8 чемпионата Британии. Такого же результата он добился на Welsh Open, причём по пути он победил очень сильного соперника — Стивена Магуайра, 5:4, после счёта 0:3. Затем он сумел квалифицироваться на чемпионат мира и даже выиграл первый матч у Стива Дэвиса, но в следующем раунде уступил Джо Пэрри со счётом 9:13.
В 2011 году Бингем впервые стал победителем первого рейтингового турнира: в финале Australian Goldfields Open он победил Марка Уильямса, 9:8, после отставания 5:8.
В 2012 году, на чемпионате мира Стюарт Бингем мог сделать и третий максимальный брейк, но не сумел сделать выход на розовый, предпоследний шар, и не забил его.
В 2014 году в Шанхае после упорного продвижения по сетке, в финале с Марком Алленом, завоевал свой второй титул победителя полноценного рейтингового турнира.
В 2015 впервые стал чемпионом мира, по пути к финалу обыграв в упорнейших матчах двух главных фаворитов турнира — Джадда Трампа (17:16) и Ронни О`Салливана (13:9), а в финале со счётом 18:15 выиграл у Шона Мерфи, показав снукер высокого класса.
В сезоне 2015/2016 вышел в финал рейтингового турнира World Grand Prix 2016, но в тяжелейшем и упорном матче в контровом фрейме, проиграл Шону Мерфи. Тем самым, реабилитировав себя в глазах своих поклонников, после нескольких предыдущих провалов.
В октябре 2017 года Стюарт Бингем на шесть месяцев был отстранен от снукера за нарушение правил ставок в этом спорте.

## Достижения в карьере
- Мастерс победитель — 2020
- Чемпион мира победитель — 2015
- Шанхай Мастерс победитель — 2014
- Премьер-лига победитель — 2012
- Australian Goldfields Open победитель — 2011
- Чемпионат Великобритании четвертьфинал — 2005, 2010
- Welsh Open четвертьфинал — 1999
- Гран-при четвертьфинал — 2005
- Трофей Северной Ирландии четвертьфинал — 2007
- Benson & Hedges Championship чемпион — 2005, 2006
- Benson & Hedges Championship финалист — 2000

## Финалы турниров

### Финалы Рейтинговых турниров: 8 (4 победы, 4 поражения)
| Легенда                        |
| Чемпионат мира (1-0)           |
| Чемпионат Великобритании (0-0) |
| Прочие (3-4)                   |

| Результат | №  | Год  | Турнир                     | Соперник по финалу | Счёт  |
| --------- | -- | ---- | -------------------------- | ------------------ | ----- |
| Чемпион   | 1. | 2011 | Australian Goldfields Open | Марк Уильямс       | 9–8   |
| Финалист  | 1. | 2012 | Wuxi Classic               | Рики Уолден        | 4–10  |
| Финалист  | 2. | 2013 | Открытый чемпионат Уэльса  | Стивен Магуайр     | 8–9   |
| Чемпион   | 2. | 2014 | Шанхай Мастерс             | Марк Аллен         | 10–3  |
| Чемпион   | 3. | 2015 | Чемпионат мира             | Шон Мерфи          | 18–15 |
| Финалист  | 3. | 2016 | Мировой Гран-при           | Шон Мерфи          | 9–10  |
| Чемпион   | 4. | 2017 | Открытый чемпионат Уэльса  | Джадд Трамп        | 9–8   |
| Финалист  | 4. | 2017 | European Open              | Джадд Трамп        | 7–9   |

### Финалы низкорейтинговых турниров: 4 (4 победы, 0 поражений)
| Результат | №  | Год  | Турнир                             | Соперник по финалу | Счёт |
| --------- | -- | ---- | ---------------------------------- | ------------------ | ---- |
| Чемпион   | 1. | 2012 | Players Tour Championship — Этап 1 | Стивен Ли          | 4–3  |
| Чемпион   | 2. | 2012 | Players Tour Championship — Этап 9 | Ли Хан             | 4–3  |
| Чемпион   | 3. | 2014 | Asian Tour — Этап 4                | Лян Вэньбо         | 4–1  |
| Чемпион   | 4. | 2014 | Asian Tour — Этап 2                | Оливер Лайнс       | 4–0  |

### Финалы нерейтинговых турниров: 12 (7 побед, 5 поражений)
| Результат | №  | Год  | Турнир                               | Соперник по финалу | Счёт |
| --------- | -- | ---- | ------------------------------------ | ------------------ | ---- |
| Чемпион   | 1. | 1998 | UK Tour — Турнир 3                   | Мэттью Коуч        | 6–1  |
| Чемпион   | 2. | 2000 | Merseyside Professional Championship | Стюарт Петтман     | 5–1  |
| Финалист  | 1. | 2000 | Benson & Hedges Championship         | Шон Мерфи          | 7–9  |
| Чемпион   | 3. | 2002 | WPBSA Open Tour — Этап 6             | Мэттью Селт        | 5–4  |
| Чемпион   | 4. | 2005 | Квалификация Мастерс                 | Алистер Картер     | 6–3  |
| Чемпион   | 5. | 2006 | Квалификация Мастерс                 | Марк Селби         | 6–2  |
| Чемпион   | 6. | 2012 | Premier League Snooker               | Джадд Трамп        | 7–2  |
| Финалист  | 2. | 2013 | Champion of Champions                | Ронни О'Салливан   | 8–10 |
| Финалист  | 3. | 2014 | Snooker Shoot-Out                    | Доминик Дэйл       | 0–1  |
| Чемпион   | 7. | 2015 | Championship League                  | Марк Дэвис         | 3–2  |
| Финалист  | 4. | 2016 | China Championship                   | Джон Хиггинс       | 7–10 |
| Финалист  | 5. | 2018 | Румыния Мастерс                      | Райан Дэй          | 8–10 |

### Финалы пригласительных турниров: 1 (0 побед, 1 поражение)
| Результат | №  | Год  | Турнир                           | Соперник по финалу | Счёт |
| --------- | -- | ---- | -------------------------------- | ------------------ | ---- |
| Финалист  | 1. | 2016 | Sangsom 6-red World Championship | Дин Цзюньхуэй      | 8–7  |

### Финалы профессионально-любительских турниров: 11 (10 побед, 1 поражение)
| Результат | №   | Год  | Турнир                   | Соперник по финалу | Счёт |
| --------- | --- | ---- | ------------------------ | ------------------ | ---- |
| Чемпион   | 1.  | 2004 | Pontins Open — Осень     | Уэйн Купер         | 5–3  |
| Чемпион   | 2.  | 2004 | Pontins Open — Весна     | Марк Дэвис         | 4–2  |
| Чемпион   | 3.  | 2004 | Pontins Open — Осень (2) | Том Харрис         | 5–2  |
| Чемпион   | 4.  | 2007 | Pontins Pro-Am — Этап 3  | Рики Уолден        | 4–2  |
| Чемпион   | 5.  | 2008 | Pontins Pro-Am — Этап 1  | Джадд Трамп        | 4–1  |
| Чемпион   | 6.  | 2008 | Pontins Pro-Am — Этап 2  | Робби Уильямс      | 4–1  |
| Финалист  | 1.  | 2008 | Pontins Pro-Am — Этап 4  | Джо Пэрри          | 3–4  |
| Чемпион   | 7.  | 2008 | Dutch Open               | Джо Свэйл          | 6–3  |
| Чемпион   | 8.  | 2009 | Paul Hunter English Open | Дэвид Грэйс        | 6–0  |
| Чемпион   | 9.  | 2009 | Pontins World Series     | Кен Доэрти         | 3–1  |
| Чемпион   | 10. | 2012 | Pink Ribbon              | Питер Лайнс        | 4–0  |

### Финалы любительских турниров: 4 (2 победы, 2 поражения)
| Результат | №  | Год  | Турнир                           | Соперник по финалу | Счёт  |
| --------- | -- | ---- | -------------------------------- | ------------------ | ----- |
| Чемпион   | 1. | 1996 | Чемпионат Англии среди любителей | Питер Лайнс        | 8–4   |
| Чемпион   | 2. | 1996 | Чемпионат мира среди любителей   | Стэн Горски        | 11–5  |
| Финалист  | 1. | 1997 | Чемпионат мира среди любителей   | Марко Фу           | 10–11 |
| Финалист  | 2. | 1998 | Открытый Чемпионат Англии        | Шайлеш Джогия      | 2–5   |